# Ellochotis leontopa
Ellochotis leontopa är en fjärilsart som beskrevs av Edward Meyrick 1908. Ellochotis leontopa ingår i släktet Ellochotis och familjen äkta malar. Inga underarter finns listade i Catalogue of Life.